# Julien Boutter
Julien Boutter (ur. 5 kwietnia 1974 w Boulay-Moselle) – francuski tenisista, zwycięzca turniejów ATP World Tour w singlu i deblu.

## Kariera tenisowa
Boutter karierę tenisową rozpoczął w roku 1996. W grze pojedynczej odniósł jedno zwycięstwo w rozgrywkach ATP World Tour w roku 2003, na kortach ziemnych w Casablance. W finale pokonał Marokańczyka Junusa al-Ajnawi'ego 6:2, 2:6, 6:1. Ponadto Francuz jest finalistą turnieju w Mediolanie z roku 2001. Pojedynek finałowy przegrał z Rogerem Federerem.
W grze podwójnej Boutter wygrał cztery turnieje wchodzące w skład cyklu ATP World Tour. Pierwsze dwa turnieje wygrał w roku 2000, w Ćennaju (z Christophe’em Rochusem) i Tuluzie (z Fabrice’em Santoro). Kolejne dwa zwycięstwa odniósł w 2001 roku w Marsylii (z Fabrice’em Santoro) i Taszkencie (z Dominikiem Hrbatým). W roku 2002 był również w finałach rozgrywek w Mediolanie i Marsylii, a w obu turniejach partnerem deblowym Francuza był Maks Mirny.
Najwyżej sklasyfikowany w rankingu singlistów był na 46. miejscu w maju 2002 roku, natomiast w zestawieniu deblistów pod koniec sierpnia 2002 roku zajmował 26. pozycję.

### Finały w turniejach ATP World Tour
| Legenda                       |
| Wielki Szlem                  |
| Tennis Masters Cup            |
| ATP Masters Series            |
| Igrzyska olimpijskie          |
| ATP International Series Gold |
| ATP International Series      |

#### Gra pojedyncza (1–1)
| Końcowy wynik | Nr | Data             | Turniej    | Nawierzchnia    | Przeciwnik      | Wynik finału     |
| ------------- | -- | ---------------- | ---------- | --------------- | --------------- | ---------------- |
| Finalista     | 1. | 4 lutego 2001    | Mediolan   | Dywanowa (hala) | Roger Federer   | 4:6, 7:6(7), 4:6 |
| Zwycięzca     | 1. | 13 kwietnia 2003 | Casablanca | Ceglana         | Junus al-Ajnawi | 6:2, 2:6, 6:1    |

#### Gra podwójna (4–2)
| Końcowy wynik | Nr | Data                 | Turniej  | Nawierzchnia    | Partner           | Przeciwnicy                       | Wynik finału        |
| ------------- | -- | -------------------- | -------- | --------------- | ----------------- | --------------------------------- | ------------------- |
| Zwycięzca     | 1. | 9 stycznia 2000      | Ćennaj   | Twarda          | Christophe Rochus | Saurav Panja Srinath Prahlad      | 7:5, 6:1            |
| Zwycięzca     | 2. | 22 października 2000 | Tuluza   | Twarda (hala)   | Fabrice Santoro   | Donald Johnson Piet Norval        | 7:6(8), 4:6, 7:6(5) |
| Zwycięzca     | 3. | 18 lutego 2001       | Marsylia | Twarda (hala)   | Fabrice Santoro   | Michael Hill Jeff Tarango         | 7:6(7), 7:5         |
| Zwycięzca     | 4. | 16 września 2001     | Taszkent | Twarda          | Dominik Hrbatý    | Marius Barnard Jim Thomas         | 6:4, 3:6, 13–11     |
| Finalista     | 1. | 3 lutego 2002        | Mediolan | Dywanowa (hala) | Maks Mirny        | Karsten Braasch Andriej Olchowski | 6:3, 6:7(5), 10–12  |
| Finalista     | 2. | 17 lutego 2002       | Marsylia | Twarda (hala)   | Maks Mirny        | Arnaud Clément Nicolas Escudé     | 4:6, 3:6            |